# Kin Sekihan
Kin Sekihan (japanisch 金 石範, koreanisch Hangeul 김석범, McCune-Reischauer Kim Sŏkpŏm (japanisch Kimu Sokupomu), revidiert Kim Seok-beom (japanisch Kimu Sokubomu);) (* 2. Oktober 1925 in Ōsaka) ist ein japanischer Schriftsteller koreanischer Herkunft (Zainichi).

## Leben und Werk
Kin stammte von Einwanderern von der koreanischen Insel Jejudo ab. Er wurde in Osaka geboren und studierte Literatur an der Universität Kyōto. Als ein Koreaner der 2. Generation in Japan beschäftigt er sich in seinen Romanen mit den politischen und Rassen-Problemen, unter denen die Unterdrückten leiden. In seinem Werk „Karasu no shi“ (烏の死) – „Tod einer Krähe“ beschreibt er den bewaffneten Aufstand gegen die Rhee-Syng-man-Verwaltung auf der damals amerikanisch besetzten Insel Jeju, der als „Jeju-Aufstand“ in die Geschichte eingegangen ist. Sein bekanntestes Werk ist der siebenbändige Roman Kazantō (Vulkaninsel), der noch einmal den Aufstand zum Thema hatte. Für dieses Werk wurde er 1984 mit dem Osaragi-Jirō-Preis ausgezeichnet.